# Santa Maria Futebol Clube
Santa Maria Futebol Clube, mais conhecido como Santa Maria FC ou simplesmente Santa Maria , é um clube português sedeado na freguesia de Galegos Santa Maria em Barcelos. É mais conhecido pela sua equipa de futebol, que joga atualmente na AF Braga Pro-Nacional, a competição mais importante do Distrito de Braga.
Fundado a 25 de dezembro de 1943, é um dos clube mais representativos do concelho de Barcelos, juntamente com o Gil Vicente FC, AFC Martim e o GFC Pousa. As alcunhas da equipa são "Galegos", "Santa". Os seus jogos de futebol em casa são realizados no Estádio da Devesa, inaugurado em 1944 e que tem uma capacidade de 4 000 lugares.
O Santa Maria FC tem um total de 6 títulos conquistados, todos de carácter regional. Ganhou 1 título da AF Braga Divisão de Honra, 1 título AF Braga 1º Divisão, 1 título AF Braga 2º Divisão e 3 títulos da AF Braga Taça.

## História

### A Fundação
Desde as primeiras décadas do século XX que a cidade de Barcelos foi conhecendo diversas modalidades desportivas, uma das quais o futebol que acompanhou a popularidade que o país inteiro também seguia de perto.
No decorrer das primeiras décadas do século passado, foram vários os clubes da cidade que se foram formando, embora a maioria deles tivessem desaparecido com o passar do tempo, dadas as imensas dificuldades em sustentar um clube de futebol amador. No entanto, a partir a década de 1940, mais concretamente em pleno dia 25 de Dezembro de 1943, nascia o Santa Maria Futebol Clube. 
Após as primeiras décadas o clube cresceu, implementou-se, criou raízes sólidas e sempre se foi afirmando como um dos emblemas desportivos mais representativos do concelho barcelense. O primeiro título conquistado remonta para a temporada 1966/67, quando venceu a II Divisão da AF Braga e ascendeu para a I Divisão da AF Braga na época seguinte.

### Os anos de Ouro
Durante as décadas de 1960 e 1970 o clube foi cimentando a sua posição como uma das equipas mais representativas do panorama distrital de Braga. A par de outras equipas desportivas no concelho como o Gil Vicente FC e o OC Barcelos, a partir da década de 1980 o Santa Maria foi crescendo e evoluindo no panorama desportivo. 
Na temporada de 1984-85, o Galegos conseguiu uma inédita dobradinha distrital ao ter conquistado a I Divisão da AF Braga e a Taça da AF Braga. A história do Santa Maria, não se remete apenas ao contexto distrital, abrangendo também a categoria nacional com a subida, pela primeira vez, à antiga II Divisão em 1987/88, feito que repetiu novamente em 1994/95, mas desta vez  à II Divisão B.

### O novo Milénio
Em 2012–13 subiu novamente aos escalões profissionais(ao Campeonato Nacional de Seniores, depois de estar na III Divisão), mas devido a uma reformulação do sistema de ligas de futebol, a equipa manteve-se no mesmo nível. Entre as épocas de 2013 e 2015, o Galegos ficou conhecido em Portugal como o Tomba Gigantes, resultado das históricas partidas para a Taça de Portugal, com o CD Nacional em 2013-14, vencendo na Devesa por 1-0 e com a Académica de Coimbra, na época a seguir vencendo de novo na Devesa por 1-0 chegando nesse ano aos oitavos de final da prova rainha. Embora a campanha na Taça tenha sido muito positiva para o clube, no campeonato a situação é diferente e volta a descer aos distritais, chegando a descer para a Divisão de Honra da AF Braga, 2º maior campeonato da associação.
O ano a seguir a descida, em 2017-18 o clube de Galegos sagra-se campeão subindo ao Pro-Nacional, competição que até 2019-20 ainda disputa, conseguindo terminar em 14º lugar, conseguindo a permanência.
Na temporada de 2022-23, o Galegos vence novamente a Taça AF Braga pela 4º vez na história do clube barcelense.

## Plantel para 2022-23[4]
Renovações:
- Luís Tinoco (Ascende a Treinador Principal) - (jun.2024)[5]

## Infraestruturas

### Estádio da Devesa[6]
O Estádio da Devesa, é um estádio de futebol situado na freguesia de Galegos Santa Maria, em Barcelos e tem capacidade para 4.000 pessoas. Foi inaugurado em 1944, e é usado pela equipa sénior e pela equipa de juniores do clube. O campo contem atualmente 3 bancadas sendo 1 coberta.

### Campo José Crisóstomo Gonçalves
Requalificado em 2021, o antigo campo de pelado, foi renovado de forma acolher melhores condições para a prática desportiva. É utilizado pelos escalões de formação do clube. Atualmente conta com um relvado sintético e com uma zona de balneários junto ao recinto. O Campo José Crisóstomo Gonçalves está localizado a sul do Estádio da Devesa.

### Pavilhão EB 2,3 de Manhente
Utilizado pelo futsal feminino do Santa Maria FC, o pavilhão é pertença à Escola Básica de Manhente, freguesia vizinha de Galegos Sta. Maria.

## Histórico Futebol Masculino
Atualizado em 5 de setembro de 2022

### Títulos
| Regionais  | Regionais                   | Regionais | Regionais                       |
| Competição | Competição                  | Títulos   | Épocas                          |
| ---------- | --------------------------- | --------- | ------------------------------- |
|            | AF Braga Taça               | 4         | 1984/85 2001/02 2008/09 2022-23 |
|            | AF Braga Divisão de Honra   | 2         | 2008/09 2017-18                 |
|            | AF Braga 1ª Divisão         | 1         | 1984/85                         |
|            | AF Braga 2ª Divisão Extinta | 1         | 1966/67                         |
| Total      | Total                       | 8         | 8                               |

### Presenças
| Nacionais  | Nacionais                 | Nacionais | Nacionais        | Nacionais |
| Competição | Competição                | Presenças | Melhor resultado | Época     |
| ---------- | ------------------------- | --------- | ---------------- | --------- |
|            | Taça de Portugal          | 17        | OF               | 2014-15   |
|            | Campeonato de Portugal    |           |                  |           |
|            | II Divisão                |           |                  |           |
|            | III Divisão               |           |                  |           |
|            | II Divisão B              |           |                  |           |
|            | III Divisão Nacional      |           |                  |           |
| Regionais  |                           |           |                  |           |
| Competição | Competição                | Presenças | Melhor resultado | Época     |
|            | Pró Nacional AF Braga     |           |                  |           |
|            | Taça AF Braga             |           |                  |           |
|            | Divisão de Honra AF Braga |           |                  |           |
|            | 1º Divisão AF Braga       |           |                  |           |
|            | 2º Divisão AF Braga       |           |                  |           |

### Classificações por época (2015–atual)
| Época   | Nível | Competições      | Competições                     | Competições        | Competições        |
| Época   | Nível | Divisão          | Classificação                   | Taça de Portugal   | Taça AF Braga      |
| ------- | ----- | ---------------- | ------------------------------- | ------------------ | ------------------ |
| 2010-11 | 4     | III Divisão      | 3º (Série A)                    | 4E                 | Não podeparticipar |
| 2011-12 | 4     | III Divisão      | 3º (Série A)                    | 4E                 | Não podeparticipar |
| 2012-13 | 4     | III Divisão      | 2º (Série A)                    | 2E                 | Não podeparticipar |
| 2013-14 | 3     | CN Seniores      | 6º (Série A) 5º (Manutenção SA) | 4E                 | Não podeparticipar |
| 2014-15 | 3     | CN Seniores      | 8º (Série A) 7º (Manutenção SA) | OF                 | Não podeparticipar |
| 2015-16 | 4     | Pró Nacional     | 10º                             | Não podeparticipar | OF                 |
| 2016-17 | 4     | Pró Nacional     | 16º                             | Não podeparticipar | QF                 |
| 2017-18 | 5     | Divisão de Honra | Campeão                         | Não podeparticipar | OF                 |
| 2018-19 | 4     | Pró Nacional     | 12º                             | Não podeparticipar | 4E                 |
| 2019-20 | 4     | Pró Nacional     | 14º                             | Não podeparticipar | 4E                 |
| 2020-21 | 5*    | Pró Nacional     | 4º (Série A)                    | Não podeparticipar | Não se realizou    |
| 2021-22 | 5     | Pró Nacional     | 2º (Série A)                    | Não podeparticipar | 3E                 |
| 2022–23 | 5     | Pró Nacional     | 6º (Série A) 1º (Manutenção S3) | Não podeparticipar | Campeão            |
| 2023-24 | 5     | Pró Nacional     |                                 | Não podeparticipar |                    |

- Partir de 2020-21 o campeonato passou a disputar em séries e play-off de campeão
- Partir de 2022-23 o campeonato passou a disputar uma segunda fase de Manutenção

- Legenda das cores na pirâmide do futebol português

     1º nível (1ª Divisão / 1ª Liga) 
     2º nível (até 1989/90 como 2ª Divisão Nacional, dividido por zonas, em 1990/91 foi criada a 2ª Liga) 
     3º nível (até 1989–90 como 3ª Divisão Nacional, depois de 1989–90 como 2ª Divisão B/CN de Seniores/Campeonato de Portugal, e após 2020-21 como Liga 3)
     4º nível (entre 1989–90 e 2012–13 como 3ª Divisão, entre 1947–48 e 1989–90, após 2013–14 como 1ª Divisão Distrital, após 2020-21 como Campeonato de Portugal)
     5º nível (desde 2020-21 como 1º Divisão Distrital: Pró Nacional)
     6º nível (desde 2020-21 como 2º Divisão Distrital: Divisão de Honra)
     7º nível (desde 2020-21 como 3º Divisão Distrital: 1º Divisão)

## Histórico do Futebol de Formação
Atualizado em 18 de junho de 2023

### Títulos nas Camadas Jovens
| Regionais  | Regionais                  | Regionais | Regionais |
| Competição | Competição                 | Títulos   | Épocas    |
| ---------- | -------------------------- | --------- | --------- |
|            | Taça AF Braga Sub-19       | 1         | 2006-07   |
|            | 1ª Divisão AF Braga Sub-17 | 1         | 1997-98   |
| Total      | Total                      | 2         | 2         |